# فراری (فیلم ۱۹۹۳)
فراری (به انگلیسی: The Fugitive) یک فیلم اکشن و دلهره‌آور آمریکایی محصول سال ۱۹۹۳ که بر اساس یک مجموعه تلویزیونی دهه ۱۹۶۰ با همین نام ساخته شده‌است. این فیلم توسط اندرو دیویس کارگردانی شده و با بازی هریسون فورد و تامی لی جونز است
دکتر ریچارد کیمبل (فورد) جراح عروق پس از متهم شدن به قتل همسرش و محکوم شدن به اعدام، پس از تصادف اتوبوس از بازداشت فرار می‌کند. کیمبل در حالی که توسط پلیس و تیمی از مارشال‌های آمریکایی به رهبری معاون ساموئل جرارد (جونز) تحت تعقیب قرار می‌گیرد، قاتل واقعی را پیدا کرده و نام او را پاک می‌کند. این فیلم در ۲۹ ژوئیه ۱۹۹۳ در وست‌وود، کالیفرنیا اکران شد و در ۶ اوت ۱۹۹۳ در ایالات متحده اکران شد. این فیلم یک موفقیت تجاری و انتقادی بود و شش هفته به عنوان فیلم شماره ۱ در ایالات متحده سپری کرد و به فروش رسید. نزدیک به ۳۷۰ میلیون دلار در سراسر جهان در مقابل بودجه ۴۴ میلیون دلاری. این سومین فیلم پرفروش سال ۱۹۹۳ در داخل کشور بود که با حدود ۴۴ میلیون بلیت در ایالات متحده فروخته شد و نامزد هفت جایزه اسکار از جمله بهترین فیلم شد. جونز برای بهترین بازیگر نقش مکمل مرد برنده شد. در سال ۱۹۹۸ یک اسپین‌آف به نام مارشال‌های آمریکایی دنبال شد که در آن جونز نقش خود را به عنوان معاون مارشال جرارد به همراه برخی دیگر از تیم مارشال‌های قبلی خود تکرار کرد.

## داستان
دکتر ریچارد کیمبل که به عنوان یک جراح عروق حاذق در شیکاگو مشغول به کار است، هنگام بازگشت به خانه با مردی با یک دست مصنوعی که به منزلش ورود کرده و در حال قتل همسرش است، مواجه می شود. دادگاه براساس شواهد و قرائن وی را به اعدام محکوم می کند. به هنگام انتقال او به زندانی دیگر به همراه یک زندانی دیگر موفق به فرار شده و به شیکاگو باز می گردد. او با تغییر ظاهر به عنوان نظافتچی در قسمت توانبخشی یک بیمارستان مشغول به کار شده و مطالعات پزشکی خود را در زمینه دست مصنوعی تکمیل کرده و همزمان به مطالعه پرونده بیماران معلولی که ممکن است جهت مداوا به این بیمارستان مراجعه کرده باشند، می‌پردازد تا بتواند ردی از قاتل که دست مصنوعی اش هنگام درگیری با وی آسیب دید پیدا کند. 

## تولید

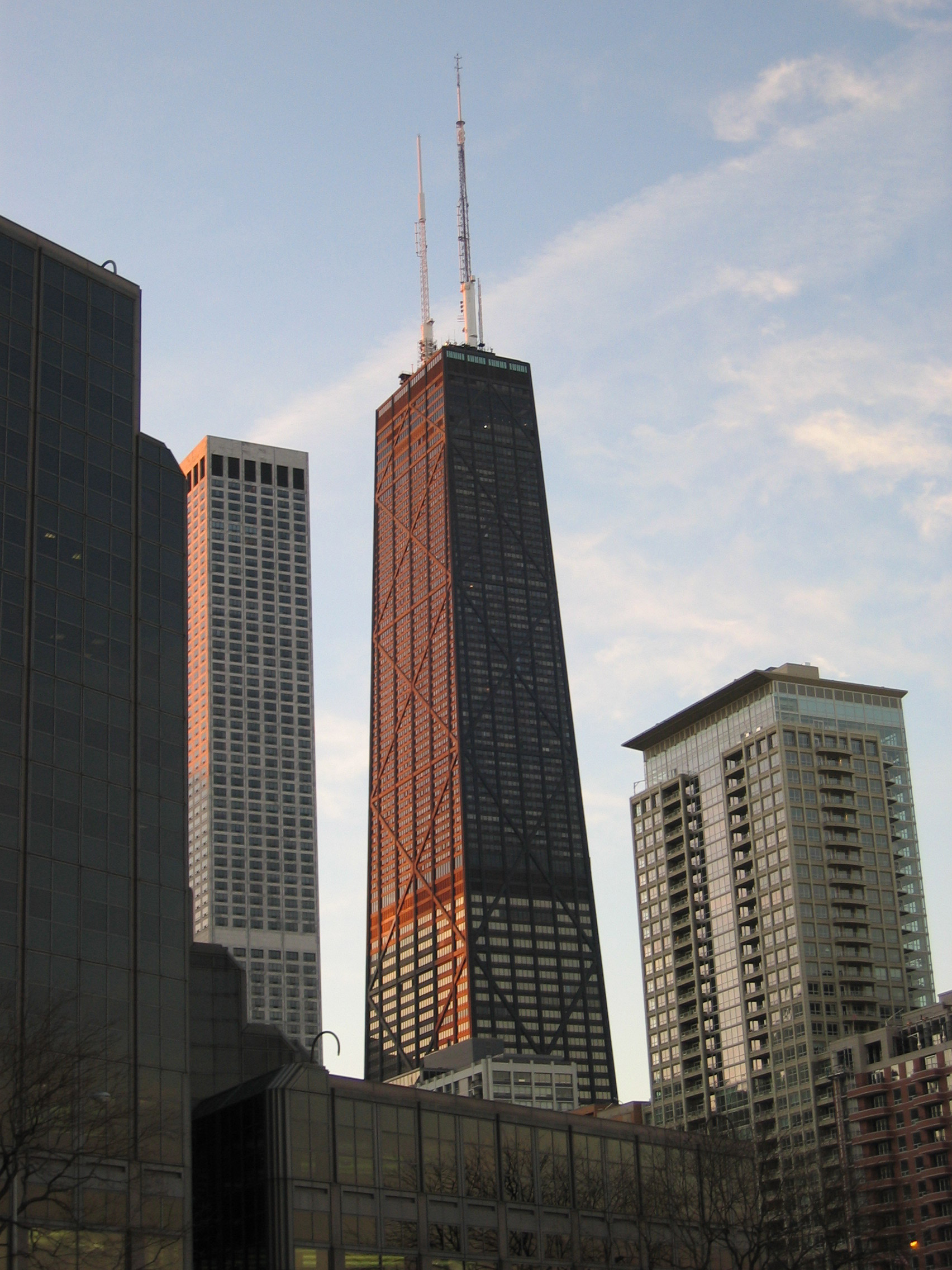
برج هن کوک واقع در شیکاگو ایلینوز - فراری (فیلم ۱۹۹۳)

فیلم فراری با بودجه ۴۴ میلیون دلار تولید شد و ۳۶۸ میلیون و ۸۷۵ هزار دلار فروش کرد. این فیلم با اقتباس از مجموعه تلویزیونی دهه ۱۹۶۰، روی پرده رفت و به یکی از موفق‌ترین فیلم‌های هریسون فورد تبدیل شد. فیلم فراری نه تنها فروش گیشه ۳۶۹ میلیون دلاری را از آن خود کرد بلکه با امتیاز ۹۴ درصد سایت راتن تومیتوز به یکی از فیلم‌های مورد پسند منتقدان نیز تبدیل شد.
جو پانتولیانو به تامی لی جونز (بازیگر نقش مکمل مرد فیلم) گفته بود، این فیلم هیچ جایزه‌ای برای ما نخواهد داشت. این در حالیست که این فیلم نه تنها ۷ نامزدی جوایز اسکار را از آن خود کرد، بلکه جایزه اسکار بهترین بازیگر نقش مکمل مرد را برای تامی لی جونز به همراه داشت.
فیلم فراری در فهرست ۱۰۰ سال... ۱۰۰ هیجان به انتخاب بفا انتخابی بنیاد فیلم آمریکا قرار دارد.

## جوایز
| جایزه                                               | رده                               | نامزدی                                                                                                 | نتیجه    |
| --------------------------------------------------- | --------------------------------- | --- | -------- |
| ۱۹۹۴ جوایز اسکار ۶۶ام                               | بهترین فیلم                       | آرنولد کاپلسون، تهیه‌کننده                                                                              | نامزدشده |
| ۱۹۹۴ جوایز اسکار ۶۶ام                               | بهترین بازیگر نقش مکمل مرد        | تامی لی جونز                                                                                           | برنده    |
| ۱۹۹۴ جوایز اسکار ۶۶ام                               | بهترین فیلمبرداری                 | مایکل چپمن                                                                                             | نامزدشده |
| ۱۹۹۴ جوایز اسکار ۶۶ام                               | بهترین تدوین فیلم                 | دنیس ویرکلر، دیوید فینفر، دین گودهیل، دان بروکهو، ریچارد نورد، داو هونیگ                               | نامزدشده |
| ۱۹۹۴ جوایز اسکار ۶۶ام                               | بهترین موسیقی فیلم                | جیمز نیوتن هاوارد                                                                                      | نامزدشده |
| ۱۹۹۴ جوایز اسکار ۶۶ام                               | بهترین میکس صدا                   | دانالد او. میچل، مایکل هربک، فرانک ای. مونتانیو، اسکات دی. اسمیت                                       | نامزدشده |
| ۱۹۹۴ جوایز اسکار ۶۶ام                               | بهترین تدوین صدا                  | جان لاویک، بروس استمبلر                                                                                | نامزدشده |
| ۱۹۹۴ Annual ACE Eddie Awards                        | بهترین تدوین فیلم (Dramatic)      | دنیس ویرکلر، دان بروکهو، دین گودهیل، ریچارد نورد، دیوید فینفر                                          | نامزدشده |
| ۱۹۹۳ ۸مین جوایز سالانه ASC                          | انتشار تئاتری                     | مایکل چپمن                                                                                             | نامزدشده |
| ۱۹۹۴ جوایز موسیقی فیلم و تلویزیون ASCAP             | Top Box Office Films              | جیمز نیوتن هاوارد                                                                                      | برنده    |
| ۱۹۹۴ جایزه آکادمی ژاپن                              | بهترین فیلم خارجی                 | ————                                                                                                   | نامزدشده |
| ۱۹۹۳ ۴۷مین جوایز فیلم آکادمی بریتانیا               | بهترین صدا                        | جان لاویک، بروس استمبلر، بکی سالیوان، اسکات دی. اسمیت، دانالد او. میچل، مایکل هربک، فرانک ای. مونتانیو | برنده    |
| ۱۹۹۳ ۴۷مین جوایز فیلم آکادمی بریتانیا               | بازیگر نقش مکمل مرد               | تامی لی جونز                                                                                           | نامزدشده |
| ۱۹۹۳ ۴۷مین جوایز فیلم آکادمی بریتانیا               | تدوین                             | دنیس ویرکلر، دیوید فینفر، دین گودهیل، دان بروکهو، ریچارد نورد، داو هونیگ                               | نامزدشده |
| ۱۹۹۳ ۴۷مین جوایز فیلم آکادمی بریتانیا               | موفقیت در جلوه‌های ویژه            | ویلیام میسا، روی آربوگاست                                                                              | نامزدشده |
| ۱۹۹۳ ۶مین سالانه جوایز منتقدان فیلم شیکاگو          | بهرتین فیلم                       | ————                                                                                                   | نامزدشده |
| ۱۹۹۳ ۶مین سالانه جوایز منتقدان فیلم شیکاگو          | بهترین کارگردانی                  | اندرو دیویس                                                                                            | نامزدشده |
| ۱۹۹۳ ۶مین سالانه جوایز منتقدان فیلم شیکاگو          | بهترین بازیگر نقش مکمل مرد        | تامی لی جونز                                                                                           | نامزدشده |
| ۱۹۹۳ جوایز انجمنCinema Audio                        | موفقیت در میکس صدا برای یک فیلم   | دانالد او. میچل، مایکل هربک، فرانک ای. مونتانیو، اسکات دی. اسمیت                                       | برنده    |
| Directors Guild of America Awards 1993              | موفقیت کارگردان                   | اندرو دیویس                                                                                            | نامزدشده |
| ۱۹۹۴ جایزه ادگارs                                   | بهترین فیلم                       | جب استیوارت، دیوید توهی                                                                                | نامزدشده |
| ۱۹۹۴ ۵۱مین مراسم گلدن گلوب                          | بهترین کارگردانی                  | اندرو دیویس                                                                                            | نامزدشده |
| ۱۹۹۴ ۵۱مین مراسم گلدن گلوب                          | بهترین بازیگر نقش اول مرد - Drama | هریسون فورد                                                                                            | نامزدشده |
| ۱۹۹۴ ۵۱مین مراسم گلدن گلوب                          | بهترین بازیگر نقش اول مرد         | تامی لی جونز                                                                                           | برنده    |
| Kansas City Film Critics Circle Awards 1993         | بهترین بازیگر نقش مکمل مرد        | تامی لی جونز                                                                                           | برنده    |
| ۱۹۹۳–۱۹مین سالانه جوایز انجمن منتقدان فیلم لس آنجلس | بهترین بازیگر نقش مکمل مرد        | تامی لی جونز                                                                                           | برنده    |
| جایزه سینمایی ام‌تی‌وی ۱۹۹۴                           | Best Movie                        | ————                                                                                                   | نامزدشده |
| جایزه سینمایی ام‌تی‌وی ۱۹۹۴                           | بهترین بازیگر مرد                 | هریسون فورد                                                                                            | نامزدشده |
| جایزه سینمایی ام‌تی‌وی ۱۹۹۴                           | Best On-Screen Duo                | هریسون فورد، تامی لی جونز                                                                              | برنده    |
| جایزه سینمایی ام‌تی‌وی ۱۹۹۴                           | بهترین ترتیب اکشن                 | Train Wreck                                                                                            | برنده    |
| ۱۹۹۳ جوایز انجمن ملی منتقدان فیلم                   | بهترین بازیگر نقش مکمل مرد        | تامی لی جونز                                                                                           | نامزدشده |
| Southeastern Film Critics Association Awards 1993   | بهترین بازیگر نقش مکمل مرد        | تامی لی جونز                                                                                           | برنده    |
| ۱۹۹۴ Writers Guild of America Award                 | بهترین فیلمنامه اقتباسی           | جب استیوارت، دیوید توهی                                                                                | نامزدشده |